# Comuna Rotunda, Olt
Rotunda este o comună în județul Olt, Oltenia, România, formată numai din satul de reședință cu același nume. Se află în apropierea municipiului Caracal, la o distanță de aproximativ 18 km. Rotunda este o localitate în curs de dezvoltare, pe plan economic și social.
Comuna s-a înființat, pe la anul 1700 sub domnitorul Basarab Brâncoveanul, fiind de la început un conac de stupărie domnească. În decursul vremii, localitatea s-a mărit prin adunarea altor locuitori de prin comunele vecine.
Populația este eminamente românească. Cătunul Rotunda-Noua s-a alipit comunei prin Legea 1923, contopindu-se si formand o singura comuna:Rotunda.
Se învecinează cu următoarele localități: S- Bucinișu, N- Redea, E- Vlădila

## Demografie
Componența etnică a comunei Rotunda
     Români (95,45%)
     Alte etnii (4,55%)
Componența confesională a comunei Rotunda
     Ortodocși (95,28%)
     Alte religii (0,21%)
     Necunoscută (4,51%)
Conform recensământului efectuat în 2021, populația comunei Rotunda se ridică la 2.394 de locuitori, în scădere față de recensământul anterior din 2011, când fuseseră înregistrați 2.841 de locuitori. Majoritatea locuitorilor sunt români (95,45%). Din punct de vedere confesional, majoritatea locuitorilor sunt ortodocși (95,28%), iar pentru 4,51% nu se cunoaște apartenența confesională.

## Politică și administrație
Comuna Rotunda este administrată de un primar și un consiliu local compus din 11 consilieri. Primarul, Laurențiu Tufiș[*], de la Alianța pentru Unirea Românilor, este în funcție din 1 noiembrie 2024. Începând cu alegerile locale din 2024, consiliul local are următoarea componență pe partide politice:
|  | Partid                          | Consilieri | Componența Consiliului | Componența Consiliului | Componența Consiliului | Componența Consiliului | Componența Consiliului | Componența Consiliului | Componența Consiliului |
|  | ------------------------------- | ---------- | ---------------------- | ---------------------- | ---------------------- | ---------------------- | ---------------------- | ---------------------- | ---------------------- |
|  | Alianța pentru Unirea Românilor | 7          |                        |                        |                        |                        |                        |                        |                        |
|  | Partidul Social Democrat        | 4          |                        |                        |                        |                        |                        |                        |                        |